# 黎智英
黎 智英（れい ちえい、ライ・ジーイン、ジミー・ライ、英:  Lai Chee-ying、1947年12月8日 - ）は香港の実業家。アパレルブランド「ジョルダーノ」、日刊紙「蘋果日報」（アップルデイリー、リンゴ日報）」、ネットメディア「壹傳媒（Next Digital）」の創業者。
中国広州市出身で、祖籍は中国広東省仏山市順徳区。香港に永住権を持ち、英国市民パスポートを所有している。中華民国のパスポート（中華民国護照）は取得可能だが、台湾の居留證のみを所有している。2020年には、国境なき記者団により、蘋果日報における主宰の功績が認められ、特別賞を受賞した。2021年2月より香港国家安全維持法により起訴、拘留されている。

## 経歴

### 幼少期から起業まで
1947年、中国広東省広州市にて出生。7歳の頃、父親が香港へ亡命。母親が労働改造所に送られたため、8歳から9歳の頃には自身と妹と知的障害を患う姉を一人で養わなければならなくなり、鉄道駅で乗客の荷物運びをするなどして、チップを稼ぐ暮らしをしていた。他に姉や兄が居たが、学業に専念するため実家にはほとんど戻らなかった。母が労働改造所から開放された後も働き続けて香港への密航費用を貯め。1960年、12歳の時に密航船に乗って、マカオを経由して香港へ亡命する。
自叙伝『我是黎智英』には「香港からの旅客の荷物運びをした時、彼らはチップではなくチョコレートバーを私に与えてくれた。チョコレートバーの味は今までに私が体感したことのないもので、その時私は『これが香港人なのか、このチョコレートも香港から来たのか。香港とはとても素晴らしい場所に違いない』と感じ、『私も香港へ行きたい！』と思ったのです。」 とある。
亡命当時、所持金はわずか1ドルのみであった。香港に到着した次の日から深水埗の手袋工場で働き始め、月に60香港ドルを稼ぎ、その半分を広州の実家に送金した。その後、紅磡のかつら工場に転職し、材料の搬入や生産品の集配を担当した。努力を重ね、後には営業部長にもなったが、会社から懲戒処分を受けたことをきっかけに退職・起業を決意する。彼は小学校までしか通ったことがなかったが、流暢な英語を話すために独学で学習に励み、株式への投資で資金を稼ぎ、1981年にファッションチェーンのジョルダーノを設立した。

### 政治との出会いとメディアへの進出
黎自身は六四天安門事件が自身やキャリアに大きな影響を与え、この事件がなければ壹週刊（Next Magazine）と蘋果日報はなかったとしている。1989年の民主化運動の際にジョルダーノはデモに参加する香港人のために「お辞めください！」「辞めろ！ 私たちは怒っている！」などとプリントされたTシャツを大量に製作し、この時から黎は政治に関わるようになった。このときに香港民主党長老の李柱銘（マーティン・リー）と知り合ったという。90年代に入ると、六四天安門事件への積極的な関与のため、特に李鵬を厳しく批判した公開状を送ったために、ジョルダーノの大陸地区での全ての業務が禁止され、保持していたジョルダーノの全ての株式を低価で売り払わざるを得なかった。しかし、これを機にメディア業に集中して取り組むようになり、1990年にメディアグループの壹傳媒（Next Digital）を設立した。1995年には蘋果日報を刊行開始。当時、1日の流通量は70万部を超え、資産は5億米ドルを超えていたという。
1997年の香港返還後、ほとんどの香港メディアは親中国の立場を取らざるを得なくなり、自己検閲が盛んになったが、壹傳媒から発行される壹週刊や蘋果日報は、中国共産党政府へ批判的な立場を崩さず、特に、香港政府と体制派勢力に対しては厳しい態度を取り、香港メディア界において独自の立ち位置を確立した。これは、黎の反共の立場と合致するものである。壹週刊や蘋果日報では香港と北京の両政府が頻繁に批判されている。このため、これらは大陸地区では未だに出版禁止である。
1999年6月、オンライン小売「Apple Fast Selling」（adMart）を設立。これは期限切れの並行輸入品を販売していると訴えられ、最終的に10億香港ドルの損失を出して終了した。
2001年、メディア事業を台湾にも拡大し、台湾で「壹週刊」を設立。2003年5月には台湾版蘋果日報を設立し、香港のゴシップとパパラッチ文化を台湾にもたらした。
2007年に香港電台のテレビ番組「メディアウォッチ」のインタビューを受け、新聞と民主主義についての見解を述べ、「これ以上求めるものはほとんど無く、唯一の希望は奴隷にならないことだ」「ビジネスのために民主主義を支持するなら、それは『取引』に過ぎず、その『取引』はすでに売却済みだ」と話した。
2008年10月、壹傳媒の最高経営責任者（CEO）を辞任し、取締役会長（董事会主席）に就任した。
2009年、台湾でテレビ局の壹電視を立ち上げ、数回のライセンス申請を経て、2010年12月28日に正式に開局した。さらに同年、中華民国のIDカードの申請に成功し、中華民国の市民権を取得。2013年3月、台湾の壹傳媒の売却が反メディア独占キャンペーンに発展した後、台湾内の蘋果日報や壹週刊を売却しないと述べた。
2014年5月1日に香港の蘋果日報の社長に就任。同年12月11日には雨傘革命に関わり、占領中環運動へ参加したことを理由として警察に逮捕され、蘋果日報の社長職を辞任することとなり、12月14日に取締役会長およびメディアグループ社長の辞任を発表した。
2015年4月には米タイム誌の「世界で最も影響力のある100人」に選ばれた。

### 逮捕
2020年8月10日、香港国家安全維持法を制定して民主派への取り締まりを本格化した当局は、黎と同紙幹部ら7人を同法違反などの疑いで逮捕した。同日、香港の民主活動家周庭も同じ容疑で逮捕されている。11日、蘋果日報は1面に「アップル・デイリーは戦わなければならない」との見出しを立て、警察に連行される黎の写真を掲載した。香港市内では早朝から同紙を買い求める市民の長い列ができた。その後12日未明に保釈されたが、最高裁判所にあたる香港終審法院によって同年12月31日に保釈が取り消されて再収監となり、2021年2月1日の審理まで拘留されることになった。このほか、2020年には違法な集会に参加したなどの容疑で少なくとも2回逮捕されている（2月28日、4月18日）。
2021年12月9日には六四天安門事件の追悼集会に参加したことが無許可集会の扇動・参加の罪にあたるとして有罪判決が下され、13日に禁固1年1カ月の実刑となる量刑が言い渡された。
2022年12月10日、蘋果日報がリースしていた本社内にコンサルティング会社の事務所を置いたことが賃貸契約違反に当たるとして、詐欺罪で禁錮5年9月の実刑判決を言い渡した。
2022年12月1日に香港国家安全維持法違反容疑の裁判が初公判を迎える予定であったが、香港の最高裁が11月28日に黎の裁判にイギリス人弁護士の参加を認めたことに李家超行政長官が異を唱え、同法の解釈権を持つ全国人民代表大会常務委員会に解釈を要請したため裁判は12月13日に延期され、その後解釈が行われないまま2023年9月25日に再延期されている。これもさらに延期され、同年12月18日にようやく初公判が行われた。

## 家族
現在の妻の李韻琴（Teresa）は、元サウスチャイナ・モーニング・ポストの記者であり、黎にインタビューを行ったこともある。李のフランス留学の際に黎も同行し、3か月間のフランスでの交際を経てプロポーズに成功した。二人はどちらもカトリック信者であり、黎は李柱銘の推薦を受けカトリック香港教区司教の陳日君枢機卿から洗礼を受けた。結婚後、2人は3人の子供を授かった。次男である黎耀恩は、2011年5月2日に有線新聞のキャスターである曾美華と結婚した。

## 政治との関わり

### 香港民主派との関係

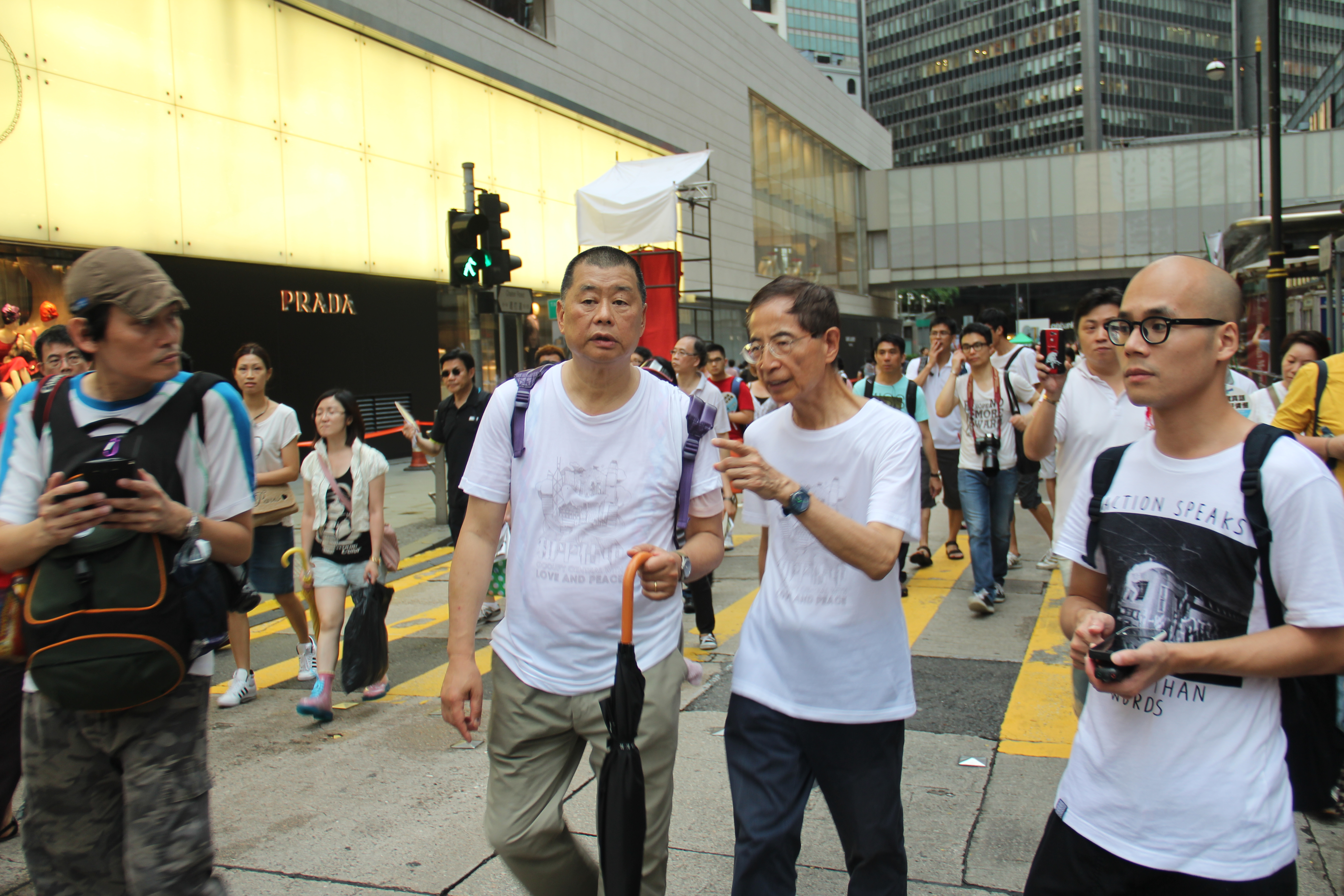
2013年、七一遊行に参加する黎と李柱銘

前述のとおり香港民主派との関係が深く、長年にわたり民主派政党や団体、個人への献金を行ってきたことが明らかになっている。
2009年には、黎の献金額が、民主党の非会員献金の99%、公民党の68.2%を占めた。2010年2月の五區公投の際には、公民党と社会民主連線にそれぞれ100万香港ドルを寄付したという。民主党・公民党は、プライバシーを守るため献金者の名前は明かさず、条件付きの寄付金であるので不正の疑いはないとしている一方で、陳日君は2000万香港ドルを献金されたことを認めた。一部のコメンテーターは、黎の寄付は舞台裏で香港の政治を操ることを目的としていたと指摘した 。
2011年10月、いくつかの新聞の報道によると、香港の民主派や宗教家に黎が献金した記録が流出し、社会で議論が巻き起こったという。資料によれば、黎は2006年から2010年までに、民主党と公民党にそれぞれ1000万ドル以上を寄付し、香港のカトリック司教である陳日君にも2000万ドルを寄付したという。
2012年9月1日、香港立法会選挙が近づく中、黎は香港の蘋果日報に民主党を支持する旨の記事を掲載し、人民力量の主要人物が中国共産党と結託して民主派勢力を分裂させようとしていると主張し、物議を醸した。これについて、海外亡命中の香港のコメンテーターである鍾祖康は、黎がこのような主張を展開したのは、民主党と蜜月な関係にあることと、人民力量設立者の黃毓民への嫌悪感があると指摘している。立法会選挙前夜の蘋果日報では、民主党を支持する姿勢を明確にした。またD100ラジオの番組「The Tea Cup in the Storm」で、選挙数日前から民主党に対するリスナーの批判を擁護した。
2014年の雨傘運動の前夜、黎が再び1,000万元近くを民主派に献金したことを告発された。また、香港の蘋果日報からは、黎と台湾で陳水扁退陣要求運動を指揮していた施明徳の対談のテキストと音声が流出した。多くの新聞は、コンピューターハッキングによって得た疑いのある情報を使用し、一面や大見出しで報道した。黎は「壹錘定音」という番組で、献金をしたことも、多くのアメリカ人の友人がいることも事実だとし、「自分の能力に応じて、社会に有益なことを進んで行っている」と強調した上で、「私は常にずっと民主派を支援してきた。私が香港を混乱させようとしている？決してそんなことはないはずだ。より多くのサラリーマンが民主派のデモに参加してくれれば、私は幸せになる」と話した。また、多くの外国人の友人がおり、一部はかつて高官であったこともあるが、外国人から資金援助を受けたことは一度もなく、献金は全額自分で稼いだ金によるものであり、ギャンブルや不正行為、遺産によるものでもないと強調した。

### 政治的発言
1994年7月、「壹週刊」に『まぬけな李鵬への公開状』（給王八蛋李鵬的公開信）を掲載し、六四天安門事件の際に中国の国務院総理であった李鵬を批判した。その結果として、黎の経営するジョルダーノは中国本土からの撤退を余儀なくされ、中国本土への入国ができなくなった。また、彼が保有するイギリス国籍のパスポートでの中国本土へのビザ申請も不可能になった 。
2001年には台湾のメディア市場に参入した。台湾のテレビ番組「全民最大黨」では、特別コーナー「芒果亂報」で、黎をモチーフにした 「黎智瑛」という人物を邰智源が演じ、黎のパフォーマンスを誇張して彼を風刺した。黎はこれに遠慮することなく、自身が発刊する新聞や雑誌でこの一件について言及し、また台湾の「蘋果日報」の広告で邰智源に自身を演じさせた。
2010年10月13日には、香港の「蘋果日報」で中国民主化運動に携わった著作家の劉暁波のノーベル平和賞受賞に関する記事を掲載した。劉暁波の妻であ劉夏は、この記事を読んで、友人を介して黎を表彰式に招待したとされている。

### 中国本土における自伝発禁処分
2011年5月、自叙伝『我是黎智英』が広東珠海出版社（珠海特別区新聞グループの子会社）から出版された。内容は主に黎の起業経験と経験に関するものである。しかし、中国政府が民主化運動に携わる黎のことを問題視したため、同出版社は法律違反で政府機関から検閲を受け、出版の許可を取り消された。また、出版社の社長、副社長、編集長、およびその他の経営幹部もほとんど解任されたという。2010年2月から2011年2月まで、珠海出版社は、13の補助書籍を含む22種類の書籍を出版する過程で、パートナーまたは著者から料金を徴収したためです。管理料金、編集、校正、印刷、および配布の義務の不履行、管理は制御不能であり、書籍番号の振る舞いの売買を構成します。その中で、9種類の補助図書は同じ本の番号を使用して複数巻の本を発行し、各巻は個別に価格設定されて、No.1の多目的動作を形成します。「出版管理規則」、「書籍出版管理規則」およびその他の関連法規の違反、「書籍出版事業許可」の取消しに対する行政罰が機関に発行されました。Apple Dailyは、出版社の元上級幹部が香港の「Apple Daily」に、本を出版することを選んだ理由は本土の読者のニーズに沿っていると語ったと述べた。「I am Li Zhiying」を出版したとき、私は「敏感な」オリジナルの本の内容を削除しましたが、彼の人生経験と、縫製工場に参加し、ジョルダーノブランドを始めたプロセスについてのみ話します。Li Zhiyingによって設立された「Weekly Weekly」と「Apple Daily」の執筆で言及しましたが、これは単なる広告です。本はこれらのメディアの位置と内容をカバーしていません。局はレビューと承認を行い、特定の編集と発行は北京私鉄製書会社によって行われ、発行プロセスは完全に合法でした。禁止は、香港の左翼新聞から北京の共産党への苦情によって引き起こされました。

### 米国との関係の疑い
ウィキリークスによると、2011年の香港連絡事務所の 左翼新聞香港文偉によると、黎智英は香港の米国総領事館と密接な関係を持ち、香港の政治に介入し、人々と行動をコントロールしています。このレポートは、Multidimensional News and Reuters  などのいくつかのメディアによって再版されましたが。ソフトウェアFoxyでは、Li Zhiyingが疑われる電子メールや寄付などのデジタルファイルを検索できますが、Googleなどの検索エンジンに関連する結果はありません。関連文書は、黎智英が5年間で5000万元以上を汎中国民主党に寄付したことを明らかにした。当時、Apple Dailyの Information Technology Directorは、誰かが会社のサーバーの情報を盗んだと考え、ファイル名を英語名「LAICHEEYING」に変更してFoxyから発行しました。Li Zhiyingは、個人的な寄付であり、外国の権力はないと答えました。
「の2014年6月19日発行し東・ウィーク 」ライの終わりと防衛の元米副長官の開示は、香港の本土が共同で考えられているタカ派の人物ウォルフォウィッツ密タイムズ 「のジミー・ライワンハンマーチューニングはそれだけで、インドネシアの前日に行くために時間を割いている間にプログラム自身とWufuweizi（ポール・ウォルフォウィッツ国防副長官）、「友達」として年前から知られていると主張した」、「回想」  。

### セントラルの占領計画を支援したとして非難
「 China Times 」と「 Free Times 」のウェブサイトによると、台湾の元フラットキャンペーンのスポークスマンであるFan Keqinは、メディアグループの会長であるLi Zhiyingが密かにCentralを占領する計画を密かに計画していたと述べた。Shi Mingdeに、Zhanzhongの実装方法を議論するための秘密会議を開催するよう命じました。LiZhiyingは、会議の内容を盗聴しないように参加者に携帯電話を渡すように依頼しました。「犬はそれを変えることはできません。それは本当にパパラッチです。」  
2014年10月7日に、Phoenix Media（中国のバックグラウンドを持つメディアグループ）が主張した多くの機密情報によると、メディアは記録されたコンテンツ公開しました。Jiyoung記録データ）と指摘し、中央での職業の人々のゴールドマスターマニピュレータの背後にある運動と疑わジミー・レイ、フェニックスは、ITが他にジミー・レイを考えるの占領材料供給の無限の供給と自由」の直接的な資金提供者のアカウントとそのメディア広告で販売さらに、メディア以外のメディアでメディアの広告費用を支払うために、「占領下の中国」キャンペーンは、傘下の革命占領地帯の経済活動を支援しました。Shi Mingdeが2014年7月に中央通信社を受け入れたとき、彼とLi Zhiyingは古くからの友人であり、しばしば話し合いをしました。2013年または2014年の初め頃、彼は民主運動のリーダーシップについてLi Zhiyingと話しました。

### 「香港の株式の購入は10億を超えた」
2014年7月24日、中国の公式メディア「 People's Daily 」の公式版は、「Li Zhiyingが香港の政治改革に「毒リンゴ」を飲み込むことを望んでいる」と題するレビュー記事を公開し、Li Zhiyingの4千万から5千万元の莫大な寄付に疑問を呈しました。「反対」 はセントラルの占領を扇動し、彼と一部の汎民主政党と政治家が再び「ブラックゴールド政治」スキャンダルに陥ることを許可し、人気のある人々を完全に制御し、したがって香港の政治に影響を与えることを期待して彼の計算を批判しました。台湾の独立軍から「学び」 、香港の独立を支援する「外国援助」を導入したことで彼を批判することは、彼自身の私的な欲望を満たし、「香港を破壊する」ことです 。Li Zhiyingは、台湾の独立と香港の独立を支持したことはないと述べ、香港のローカライズされた人々の出版を禁止したと述べ、で香港の独立の概念は民主主義運動と戦う陰謀だと述べた。

### ミャンマーへの投資
香港の新聞は、メディアの 「株主」が開示した文書によると、黎智英はミャンマーを2回訪問し、通信大臣、産業大臣、国家計画経済大臣、商務大臣、水資源と会談したと述べた。また、河川システムの理事会会長、中央銀行総裁、文化大臣などの政府高官。しかし、ミャンマーの反政府組織に資金を提供するための黎智英のお金の証拠があると主張するさまざまな情報源がある。黎智英は、元米国国防副長官のリーダーシップの下、ミャンマーへの大規模な投資を主導し、土地の購入、投資銀行の購入などを計画していました。Dagong.comは、いわゆるミャンマーへの投資もスコーピオンであり、CIAの資金が商業資金に円滑に転換されると主張している 。
2018年8月16日、香港警察はLi Zhiyingの告白を認めたが、Li Zhiyingは記者の脅迫を否定し、警察は調査を続けた。2018年9月8日、Oriental Dailyは、黎智英の司法保護に異議を唱える報告書を発行した。

### 米国副大統領が受賞
2019年7月、米副大統領 バーンズと米国務長官の ポンピオとジミー・レイ、を含む、香港の際の状況を議論するために逃亡犯罪者令に香港の改正香港の発展と一国二自律的状況下で 。黎智英はテレビ番組で、「私たちは、香港でアメリカの共有価値観を中国に対抗するため戦っています。私たちは敵の陣地で戦っています。」（We in Hong Kong are fighting for the shared values of the US against China. We are fighting their war in the enemy camp.）ということを発言した。

### 米国のセキュリティ専門家との会談
8月3日の夕方に香港のヤウチムモン暴動が発生した8月初旬のTa Kung Paoの開示によると、Li Zhiying、Chen Fang’an、Chen Rijun、Li Zhumingなどと外国人男性がレストランで会った。8月17日、英語のウェブサイト「dimsumdaily」は、テーブルの上の外国人が国家安全保障の専門家であるクリスチャンホイトンであると報告した。

### 香港の人々の利益を指摘
2019年7月14日、数十人の香港市民が黎智英の住居近くの有刺鉄線と電気ボックスに「民主主義は寛容であり、民主主義は寛容ではない」とスローガン、「中国の裏切り者、裏切り者、x通り、x家のシャベル」を掲示した。その後、黎智英は住宅のセキュリティを強化し、数人の警備員がドアの外に配置された。

## 攻撃

### 犯罪者に脅される
2008年8月に、到着を予定して銃器の本土人黄南華の所持は、暗殺ジミー・レイと民主党が党議長作成マーティン・リーが、彼の方法はされた香港の警察は中国本土、2009年7月3日に逮捕された10人の例とともに、押収した黄南華は16年の刑を宣告された。黎智英はかつて法廷で、「誰かが彼を傷つけたいと思ったら、ずっと前にやった  」と言った。しかし、深圳の裁判所の文書は、の生活の首謀であるジミー・レイ、危害を加える意図を示し、台湾、香港のビジネスマンを、警察はケースはまだ調査中であることを特徴とする
2013年6月18日、ジミー・レイでのホー・マンティン・ Kadoorie道路の家は、加害者コースターブレーキでヒットし、ナイフやドアの脅迫で斧、高速脱出を設置した。警察はその後、疑わしい自家用車がクワイ・チョンに置き去りにされ、後部に衝撃の兆候があることを発見した。九龍市警察区犯罪分隊は、犯人の動機を調査している。

### 海軍本部の通りは汚れで汚れていた
「 Phoenix Satellite TV 」のウェブサイトによると、2014年11月12日に、香港の「中国占領」を支援するメディアグループの黎智英議長は、午後に「占領地域」で3人の大きなハンと出会い、誰かが手を取った。上位3人は尿inと豚の内臓を含んでいる疑いのある袋で満たされ、黎に投げられて携帯電話を取り出した。黎智英は袋の中の汚れに見舞われた。「占領中枢」キャンペーンの開始以来、大衆は怒りを覚えており、頻繁に中傷されるほか、黎智英はホー・マン・ティンの自宅に多くの「デモンストレーター」を抱えている。満足していない。

### 壹傳媒本社と自宅アパートへの放火
2015年1月12日の早朝、2人の男性が火炎瓶を将軍澳の一般部門とメディアに投げ入れたが、警備員はアラームを発見し、事件の負傷者はいなかった。同時に、Apple Dailyの前大統領である黎智英のメディアの創設者も火炎瓶に投げ込まれ、そのプロセスは大きな家の外の防犯カメラで撮影された 。警察は後に、尖沙咀のチャタムロード南の早朝の銃撃事件が火炎瓶事件に関連していると疑った。

## 逸話
時事解説者の シャオ・ルオユアンによると、リー・ジーインは彼自身の経営哲学を持ち、シャオも彼のビジネスに触発されています。Li Zhiyingが彼女の祖母の影響を受けたとき、彼女の祖母は時々Li Zhiyingに、上司になるために海水ピーナッツを買うと言い続けたと言いました。リージーイン自身は、自分は神殿の素材ではないと言った。これは彼のように好きではないことを意味し、寺院の守護のために（オス）と同じ参拝者に寺に仏像たときにそうするように、祈ること、だけでなく、自分自身の仏 。
2019年8月11日には、「に従って大公報 」と「 聯合早報、 」引用されたマイクロチャネル公共番号 「ホレブ某呂を、」ジミー・レイは、デリに沿って家になるための口実として「フオ（災害）香港中国の混乱」、順徳、広東省の自宅に報告しました家族の系図は「逆」として却下されます 。

## 作品
- 《夠了！退休！——事實與偏見19》. 香港: 壹出版. (2013). ISBN 978-988-8059-62-1
- 《經驗出智慧——事實與偏見18》. 香港: 壹出版. (2012). ISBN 978-988-8059-39-3
- 《樂觀是我最大的本錢——事實與偏見17》. 香港: 壹出版. (2011). ISBN 978-988-8059-15-7
- 《肥佬黎食遍天下——事實與偏見16》. 香港: 壹出版. (2010). ISBN 978-962-577-974-4
  -  《肥佬黎食遍天下》. 台北: 商周. (2010). ISBN 978-986-120-435-2
- 《我已無求——事實與偏見15》. 香港: 壹出版. (2010). ISBN 978-962-577-983-6
  -  《我已無求》. 台北: 商周. (2011). ISBN 978-986-120-605-9
- 《肥佬黎創新求存——事實與偏見14》. 香港: 壹出版. (2009). ISBN 978-962-577-950-8
  -  《創新求存：黎智英事業與生活的創新之道》. 台北: 商周. (2010). ISBN 978-986-6285-07-3
- 《創業家的黎明——事實與偏見13》. 香港: 壹出版. (2008). ISBN 978-962-577-901-0
  -  《你夠拼命嗎：黎智英的創業心法》. 台北: 商周. (2008). ISBN 978-986-6571-71-8
- 《黎智英踏上生意路——事實與偏見12》. 香港: 壹出版. (2007). ISBN 978-962-577-869-3
- 《肥老黎唔只吃喝玩樂咁簡單——事實與偏見11》. 香港: 壹出版. (2006). ISBN 978-962-577-847-1
- 《我做生意的心得——事實與偏見10》. 香港: 壹出版. (2006). ISBN 978-962-577-844-0
  -  《生意：黎智英如何打造大眾商品》. 台北: 商周. (2007). ISBN 978-986-124-960-5
- 《我是黎智英：白手起家的創業告白》. 香港: 藍鯨. (2005). ISBN 978-986-7964-73-1
  -  《我是黎智英》. 台北: 商周. (2007). ISBN 978-986-124-785-4
- 《創業——事實與偏見9》. 香港: 壹出版. (2005). ISBN 978-962-577-621-7
- 《肥佬黎學習做個快樂人——事實與偏見8》. 香港: 壹出版. (2005). ISBN 978-962-577-739-9
- 《我是個吃過苦的父親——事實與偏見7》. 香港: 壹出版. (2005). ISBN 978-962-577-699-6
- 《肥佬黎打真軍——事實與偏見6》. 香港: 壹出版. (2005). ISBN 978-962-577-692-7
- 《肥佬黎不斷革命織新夢——事實與偏見5》. 香港: 壹出版. (2005). ISBN 978-962-577-600-2
- 《狂人遇上新經濟——事實與偏見4》. 香港: 壹出版. (2005). 9789625774978 (二版)
- 《我的理想是隻糯米雞——事實與偏見3》. 香港: 壹出版. (1997). ISBN 978-962-577-085-7
  -  《我的理想是隻糯米雞——事實與偏見3》. 台北: 遠景. (2002). ISBN 978-957-39-0671-1
- 《我退休失敗了——事實與偏見2》. 香港: 壹出版. (2001). ISBN 978-962-577-032-1
  -  《我退休失敗了——事實與偏見2》. 台北: 遠景. (2002). ISBN 978-957-39-0670-4
- 《事實與偏見》. 香港: 壹出版. (2001). ISBN 978-962-577-001-7
  -  《事實與偏見》. 台北: 遠景. (2002). ISBN 978-957-39-0669-8
- 《笑吧！別忘了感恩》. 香港: 壹出版. ISBN 978-962-577-234-9
  -  《笑吧！別忘了感恩》. 台北: 遠景. (1998). ISBN 978-957-39-0576-9

一部の書籍は検閲対象となっている。詳細は中国大陸で禁書とされる香港・台湾の書物。

## 伝記
- 呂家明 (1997). 《黎智英傳說》. 香港: 明報. ISBN 978-962-357-952-0
  -  《黎智英傳說》. 台北: 遠景. (1997). ISBN 978-957-39-0539-4

## 参考資料
1. ↑  “調查報道：肥黎一家七本英護照”.   文匯報 (2014年8月25日). 2016年6月21日閲覧。
2. ↑  黎智英又被爆料 改護照生日避高税
3. ↑  “【黎智英專訪3】為何不移民？ 黎智英捍衛港「一定要撐到最後」” (中国語). 鏡週刊 Mirror Media (2019年10月15日). 2020年8月10日閲覧。
4. ↑  “2020 RSF Press Freedom Awards : three winners selected and special prize honors Jimmy Lai, founder of Apple Daily in Hong Kong | Reporters without borders” (英語). RSF (2020年12月7日). 2021年2月11日閲覧。
5. ↑  “香港紙・蘋果日報オーナーの黎智英氏、国安法違反で起訴・出廷”. Bloomberg.com. 2021年2月11日閲覧。
6. ↑  “香港紙創業者ジミー・ライ氏の保釈認めず、香港最高裁”. www.afpbb.com. 2021年2月11日閲覧。
7. ↑  “Hong Kong media tycoon Jimmy Lai to remain in jail as landmark security law case continues” (英語). the Guardian (2021年2月9日). 2021年2月11日閲覧。
8. ↑  “香港国安法で逮捕の黎智英氏、「怖くはない」 BBC独占取材”. BBCニュース (2020年8月14日). 2021年2月11日閲覧。
9. ↑  父子的童年 黎智英
10. ↑  從偷渡客到傳媒大亨 - 郭觀摘自：海外文摘
11. ↑  童年軼事
12. ↑  “黎智英的六四路 印 T恤　辦雜誌　出報紙…等平反”. 蘋果日報. (2009年5月17日).  オリジナルの2015年4月11日時点におけるアーカイブ。 2023年12月24日閲覧。
13. ↑  《我是黎智英》 - 作者簡介作者：黎智英, 出版社：商周出版, 出版日期：2007-01-27
14. ↑  “焦點企劃：明日報 走入昨日”. forums.chinatimes.com. 2016年11月30日閲覧。
15. ↑  傳媒春秋：黎智英專訪 香港電台 2007年
16. 1 2  黎智英：紙媒永遠不會再賣 重拾信心 落地生根 「不會裁員」, 臺灣蘋果日報, 2013年3月28日
17. ↑  “證明外國公民避高税 黎智英被掲改護照生日”. 東周網 (2014年10月8日). 2016年6月21日閲覧。
18. ↑  “《时代》杂志“百人榜”：习近平及柴静均上榜”.   BBC中文网 (2015年4月16日). 2020年8月19日閲覧。
19. ↑  「周庭氏を逮捕 民主活動家、「雨傘運動」リーダー 国安法違反容疑で香港警察」『』。2020年8月10日閲覧。
20. ↑  「香港、民主派メディア創業者の黎智英氏保釈 活動家の周庭氏も」『Reuters』2020年8月11日。2020年8月11日閲覧。
21. ↑  「香港紙創業者の保釈取り消し 最高裁、再収監を決定」『』2020年12月31日。2021年2月7日閲覧。
22. ↑  “香港メディアの大物に禁錮1年1カ月、天安門事件の追悼集会参加で”. BBC News. BBC. (2021年12月14日) 2021年12月14日閲覧。
23. ↑  “香港紙創業者、詐欺罪で禁錮5年9月 重刑に批判の声”. 産経新聞. (2022年12月10日) 2022年12月10日閲覧。
24. ↑  “香港紙アップル・デイリー創業者、詐欺罪で5年9月禁錮刑”. 日本経済新聞. (2022年12月10日) 2022年12月10日閲覧。
25. ↑  “反中香港紙「蘋果日報」創業者の裁判、来年９月に再延期”. 産経新聞. (2022年12月13日) 2022年12月13日閲覧。 {{cite news}}: |work=、|newspaper=引数が重複しています。 (説明)⚠
26. ↑  “【解説】 香港メディアの大物の国安法違反裁判始まる　香港司法の行方は”. BBC News. BBC. (2023年12月20日) 2023年12月24日閲覧。
27. ↑  呉雅慧 (2007年2月10日). “〈獨家〉黎智英妻「李韻琴」 TVBS獨家曝光”. 臺灣: TVBS.  オリジナルの2014年10月8日時点におけるアーカイブ。 2009年6月20日閲覧。
28. ↑  “五月嫁肥佬黎二仔 曾美華急晒富貴生活”. 香港: 東周刊. (2011年12月22日)
29. ↑  黎智英捐款握泛民兩黨「命脈」 的存檔，存档日期2011-10-22.
星島日報 2011-10-19
30. ↑  黎智英是泛民大水喉 Foxy泄疑似紀錄 民主黨公民黨收千萬《明報》 2011年10月18日
31. ↑  陳日君認收黎智英二千萬[リンク切れ] 星島日報 2011-10-20
32. ↑  梁家傑：公民黨不會就個別捐款回應 《明報》 2011年10月18日
33. ↑  黎智英幫了梁振英 香港蘋果日報 鍾祖康 2012年9月10日
34. ↑  黎智英否認資助反國教科[リンク切れ]新浪網 2012年9月6日
35. ↑  捐款泛民 黎智英：用自己錢去做有益社會嘅事有乜錯？ 蘋果日報 (香港) 2014-07-22
36. ↑  黎智英的六四路 的存檔，存档日期2010-06-19.
 香港蘋果日報 記者：蔡元貴
37. ↑  港星抵制壹傳媒 黎智英仍稱霸！TVBS 2006/8/29 20:09
38. ↑  新加坡聯合科技執行長 李永松 愛看《全民大悶鍋》的黎智瑛
39. ↑  蘋果日報廣告-邰智源YouTube - 蘋果日報廣告-邰智源
40. ↑  良知的天使 香港蘋果日報 2010年10月13日
41. ↑  黎智英出席和平獎頒獎挺民主「劉曉波是良知的天使」 香港蘋果日報 2010年12月1日
42. ↑  “傳媒大亨黎智英大陸出自傳 “害死”珠海出版社”. 澳洲日報 (2011年6月24日). 2012年4月7日閲覧。
43. ↑  “新闻出版总署公布部分涉及中小学教材教辅重点案件”. 新华社. (2011年8月17日) 2012年4月7日閲覧。
44. ↑  “《我是黎智英》被禁 出版社斥損害強國形象 「黎智英比蔣介石還可怕？」”. 香港苹果日报 (2011年12月9日). 2012年9月19日閲覧。
45. ↑  “黎智英政治献金意图操控反对派”. 香港文匯報. (2011年10月18日) 2014年4月19日閲覧。
46. ↑  “黎智英政治献金被指图操控反对派”. 多維新聞. (2011年10月18日).  オリジナルの2012年1月28日時点におけるアーカイブ。 2014年4月13日閲覧。
47. ↑  “黎智英政治献金意图操控反对派”. 路透社. (2011年10月18日) 2014年4月13日閲覧。
48. ↑  “来论 香港政府管治弱势之应对策略”. 星岛环球网. (2013年12月31日).  オリジナルの2018年10月21日時点におけるアーカイブ。 2014年4月13日閲覧。
49. ↑  Foxy流傳黎智英密件掀風波 《蘋果日報》，2017年08月01日
50. ↑  東周刊 (2014-06-20). 黎智英見美國前副防長 遊艇密談5小時：. 東方日報 2017年11月2日閲覧。
51. ↑   黎智英：美國早已出賣香港. 成报. (2014-06-20) 2014年6月22日閲覧。[リンク切れ]
52. ↑  隔牆有耳：肥佬黎水中gathering 約美前副國防部長遊船河 觸動京神經
53. ↑  大陸新聞中心撰述委員 藍孝威 (2014年10月2日). “范可欽揭密 黎智英策畫占中”. 中国时报 2014年10月6日閲覧。 {{cite news}}: |author=で外部リンクを指定しないでください (説明)⚠
54. ↑  “一年前就策畫佔中 黎智英曾台灣取經” (中国語) (2014年10月3日). 2014年11月2日閲覧。
55. ↑  机密资料再曝黎智英为占中幕后黑手 秘密录音全记录凤凰资讯独家
56. ↑  “施明德認曾與黎智英討論民運 疑遭竊聽” (中国語) (2014年7月23日). 2015年1月17日閲覧。
57. ↑  “人民日報：黎智英要香港吞下「毒蘋果」（評論全文）”. 文匯報. (2014年7月24日)
58. ↑  “《人民日報》抨黎派「毒蘋果」”. 星島日報. (2014年7月25日)
59. ↑  方便與CIA漂白反華資金 黎智英緬甸吸水亂港 大公報
60. ↑  多次投資緬甸勞力士獻軍頭 太陽報
61. ↑  “涉刑恐記者 黎智英昨向警方錄口供”.   文匯報 (2018年8月17日). 2018年8月17日閲覧。
62. ↑  “司法保護傘 屢包庇黎智英”.   東方日報 (2018年9月8日). 2018年9月8日閲覧。
63. ↑  “蓬佩奧與黎智英會面 討論修訂逃犯條例發展 - RTHK” (中国語). news.rthk.hk. 2019年7月8日閲覧。
64. ↑  “Secretary Pompeo’s Meeting with Hong Kong Businessman and Publisher Jimmy Lai” (英語). United States Department of State. 2019年7月8日閲覧。
65. ↑  Hoover Institution (2019-10-23), Jimmy Lai and the Fight for Freedom in Hong Kong 2024年10月18日閲覧。
66. ↑  “港媒:与黎智英等"庆功"神秘外国男子系美政府顾问”. sina.com.cn. 2019年7月8日閲覧。
67. ↑  “香港市民自发声讨黎智英李柱铭 斥责其出卖港人利益”. chinanews.com. 2019年8月19日閲覧。
68. ↑  黎智英不相信壹傳媒政治立場會令他受害 的存檔，存档日期2009-06-29.
 亞洲電視ATV 2009-06-23]
69. ↑  黃南華私藏槍械案 黎智英不相信共産黨傷害他 2009年6月24日 光華日報
70. ↑  買兇刺黎智英指向居台港商，台灣蘋果日報，2009年8月10日
71. ↑  “黎智英大宅 遭飛車撞冧閘”.   東方日報 (2013年6月19日). 2020年8月19日閲覧。
72. ↑  港媒：“占中三子”或将在前往自首途中被拘捕 鳳凰衛視
73. ↑  “黎智英住宅及壹傳媒大樓被投擲燃燒彈”. 商業電台. (2015年1月12日)
74. ↑  “【連環中彈】壹傳媒大樓及黎智英住所遭掟燃燒彈”. 蘋果日報. (2015年1月12日)
75. ↑  “【連環中彈】黑衣男掟燃燒彈 黎宅CCTV影晒”. 蘋果日報. (2015年1月12日)
76. ↑  “警查壹傳媒黎智英寓所縱火案與開槍案是否有關”. 信報. (2015年1月12日)
77. ↑  蕭若元 (2017年9月12日). “黎智英篇之十二 黎智英初次創業〈商界十大梟雄〉”. 謎米香港 MemeHK. 2020年8月19日閲覧。
78. ↑  《苹果日报》创办人黎智英被剔除出族谱
79. ↑  “汉奸黎智英被剔出族谱 乡亲：逆子！ _大公网”. www.takungpao.com. 2019年8月11日閲覧。
80. ↑  特刊：港独头目黎智英被广东顺德黎氏家族剔除出族谱！